# 烏山站 (日本)
烏山站（日语：／ Karasuyama eki */?）是位於日本栃木縣那須烏山市，屬於東日本旅客鐵道（JR東日本）烏山線的鐵路車站。本站現時為無人車站。

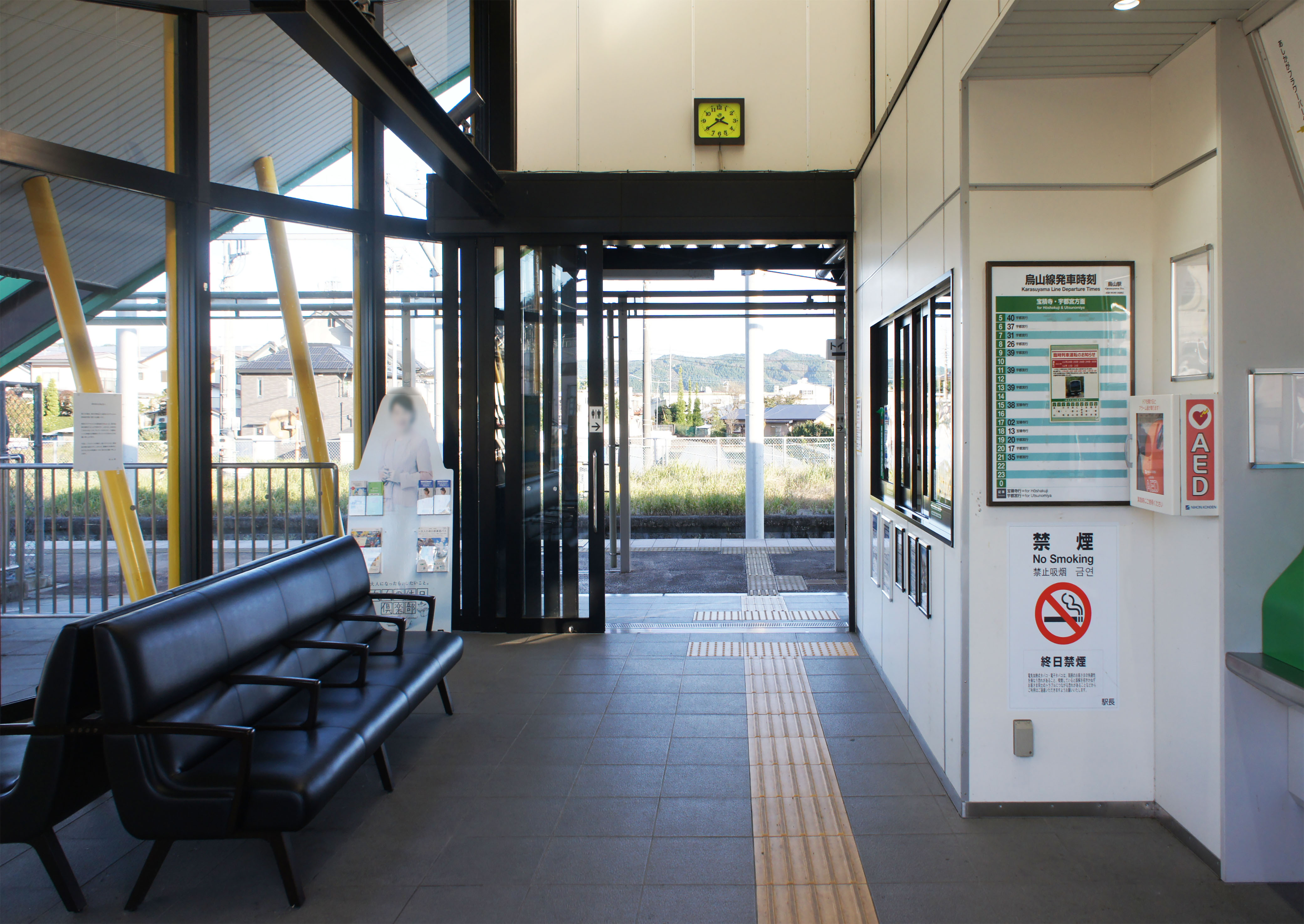
驗票口(2021年10月)

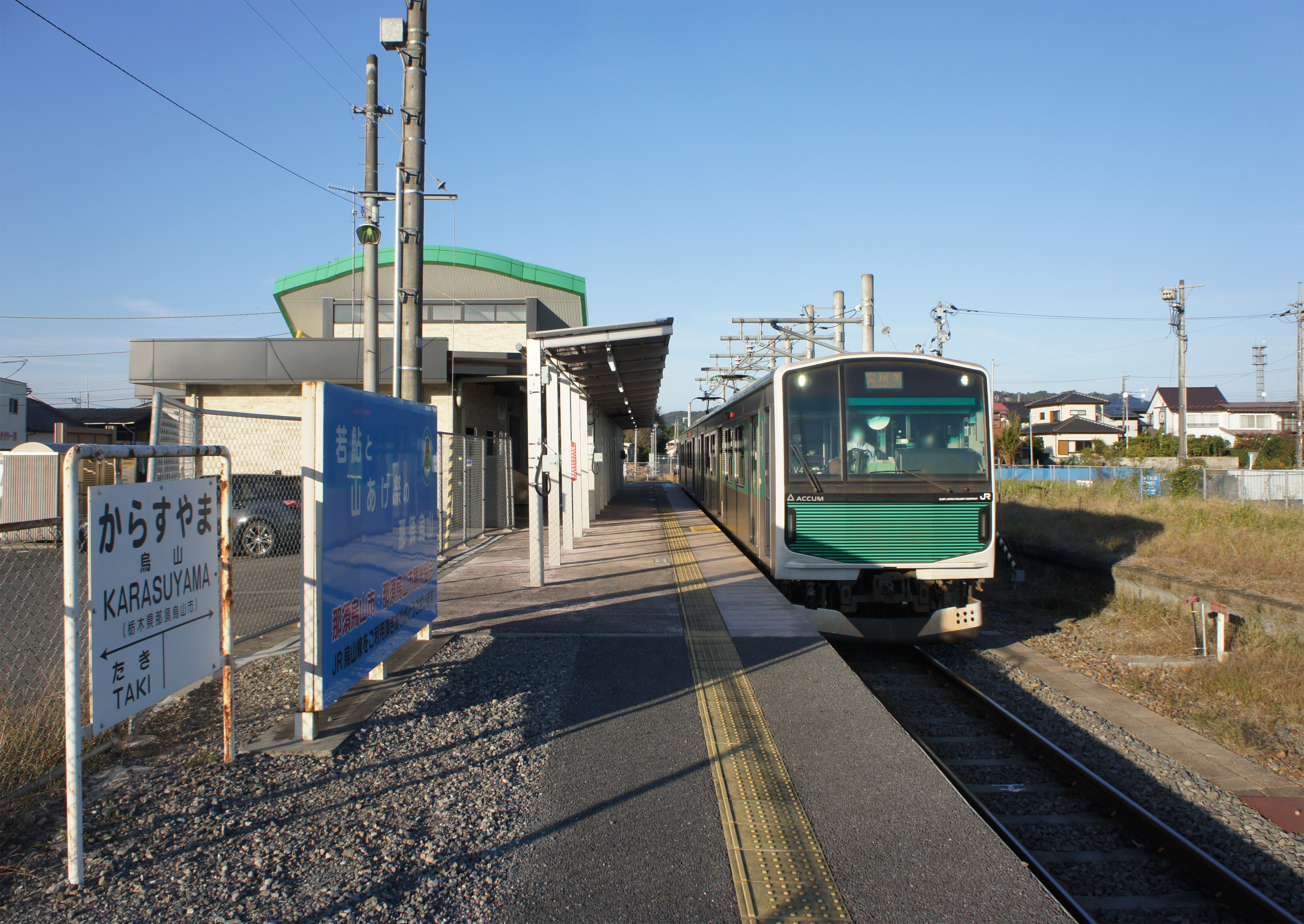
月台(2021年10月)

## 車站構造

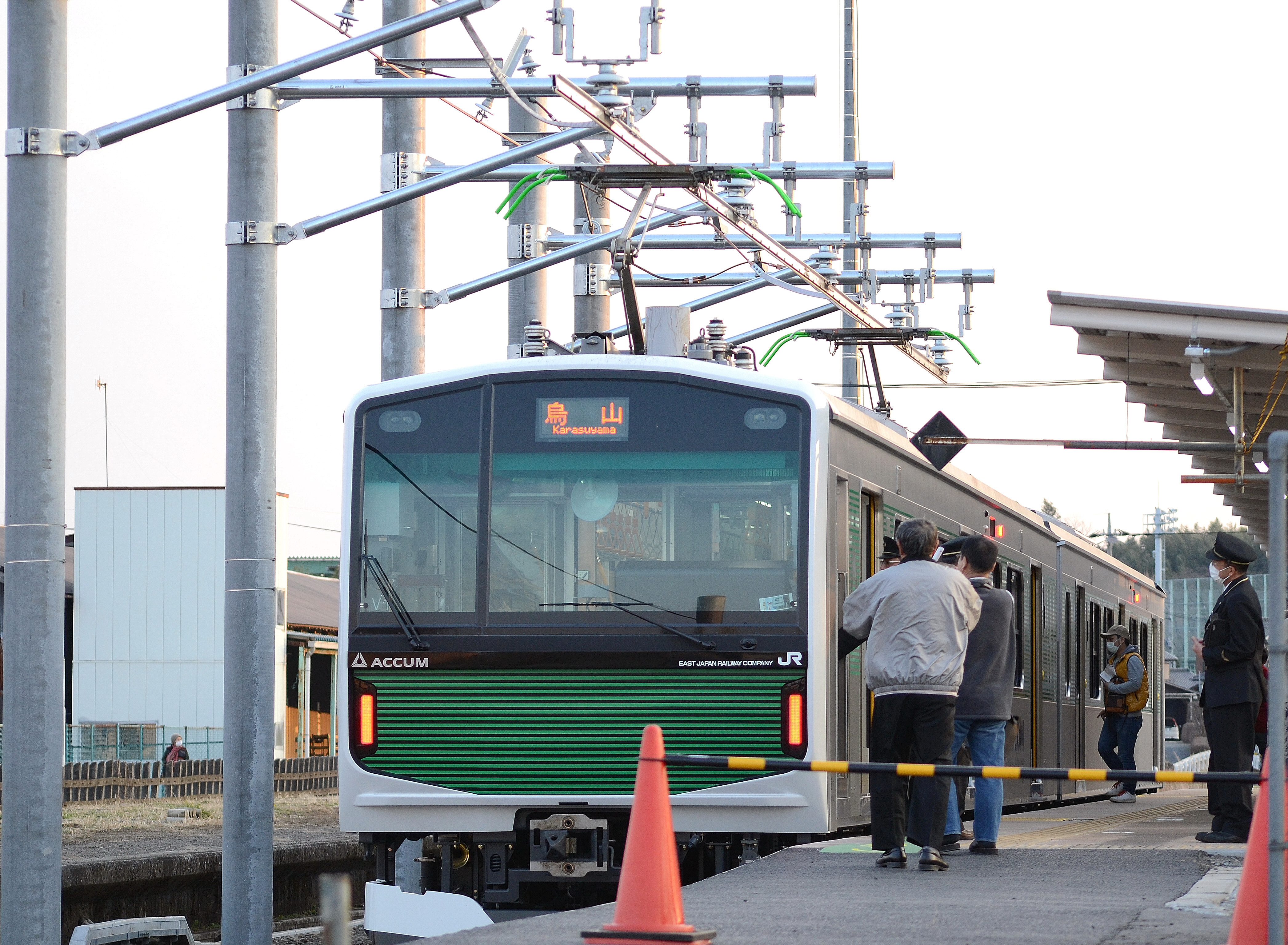
EV-E301系列車抵達烏山車站後，車頂的集電弓升起以利用站內設置的剛性懸掛高架供電線進行充電。EV-E301系V1編組，2014年攝於烏山車站內。

本站是由寶積寺站管理，並由JR東日本車站服務公司派員駐站服務的的業務委託站。站內設有自動售票機。
本站原為側式月台2面2線設計，但基本上只使用站房側的軌道。2012年2月因烏山線被用作測試以蓄電池驅動電聯車，外側的軌道被移除，用作安裝充電裝置。測試完成後，JR東日本決定將此系統實用化，並在烏山線引入EV-E301系電聯車。2017年3月4日起，所有固定班次列車使用EV-E301系行駛，原本的柴聯車退出烏山線。

### 發車預告音樂
以下發車預告旋律將從列車發車前3分鐘開始播放時段分別為早上、中午、傍晚和晚上。在JR北海道的函館車站、池田車站、留萌車站皆有實際使用案例，在JR東日本的車站中是唯一使用發車預告旋律的案例。
音源是TOA所製作的旋律，用於防災行政廣播和學校等，與普通的發車音樂不同。
- 早上：「エーデルワイス」
- 中午：「恋はみずいろ」
- 傍晚：「夕焼け小焼け」
- 晚上：「ふるさと」

此外，從2019年開始，配合那須烏山市的「山上祭」，採取了限時將發車通知旋律改為「山上祭」標準歌曲的措施。。自2022年7月1日起，全年將實施相同發車預告音樂的變更。。

### 月台配置
| 月台 | 路線    | 目的地                   |
| ---- | ------- | ------------------------ |
| 1    | ■烏山線 | 大金、寶積寺、宇都宮方向 |

## 使用情況
根據JR東日本，2019年（令和元年）度1日平均上車人次為537人。
近年的推移如下表。
| 上車人次推移       | 上車人次推移     | 上車人次推移    |
| 年度               | 1日平均 上車人次 | 來源            |
| ------------------ | ---------------- | --------------- |
| 2000年（平成12年） | 801              | [ 利用客数 2 ]  |
| 2001年（平成13年） | 774              | [ 利用客数 3 ]  |
| 2002年（平成14年） | 702              | [ 利用客数 4 ]  |
| 2003年（平成15年） | 679              | [ 利用客数 5 ]  |
| 2004年（平成16年） | 674              | [ 利用客数 6 ]  |
| 2005年（平成17年） | 663              | [ 利用客数 7 ]  |
| 2006年（平成18年） | 670              | [ 利用客数 8 ]  |
| 2007年（平成19年） | 646              | [ 利用客数 9 ]  |
| 2008年（平成20年） | 625              | [ 利用客数 10 ] |
| 2009年（平成21年） | 588              | [ 利用客数 11 ] |
| 2010年（平成22年） | 555              | [ 利用客数 12 ] |
| 2011年（平成23年） | 515              | [ 利用客数 13 ] |
| 2012年（平成24年） | 480              | [ 利用客数 14 ] |
| 2013年（平成25年） | 495              | [ 利用客数 15 ] |
| 2014年（平成26年） | 501              | [ 利用客数 16 ] |
| 2015年（平成27年） | 532              | [ 利用客数 17 ] |
| 2016年（平成28年） | 554              | [ 利用客数 18 ] |
| 2017年（平成29年） | 525              | [ 利用客数 19 ] |
| 2018年（平成30年） | 520              | [ 利用客数 20 ] |
| 2019年（令和元年） | 537              | [ 利用客数 21 ] |

## 車站周邊
- 會館
- 國道294號
- 栃木縣立烏山高等學校
- 栃木縣立烏山女子高等學校
- 那須烏山市政府 烏山廳舍（舊、烏山町公所）
- 烏山郵局
- 島崎酒造（日本酒「東力士」的釀造家）

## 巴士路線
- 那須烏山市營巴士
  - 高部車庫行
  - 瀧見谷循環線
  - 國見蕨莊、四斗蒔行
  - 市塙站、市貝溫泉行
- JR巴士關東
  - 馬頭、藤澤行
- 櫻市營巴士
  - 喜連川溫泉、片岡站行
- 市貝町營巴士
  - 【市塙黑田烏山線】市塙站、市塙温泉行(經由市貝町公所)

## 历史
- 1923年4月15日 - 開業。
- 1979年（昭和54年）7月22日 - 23日：日本國有鐵道開行的特別列車「銀河鐵道999號」以本站做為終點站。
- 1987年（昭和62年）4月1日：國鐵分割民營化，成為JR東日本的車站。
- 2011年（平成23年）10月：站內路線只保留一線，另一線拆除以供架設蓄電池電聯車的充電設備。
- 2013年（平成25年）8月1日：改為業務委託站，綠色窗口只營業到前一天為止。
- 2014年（平成25年）3月15日：新站房完工啟用[4]。
- 2025年3月15日，烏山站成為無人車站[5][6][7]。

## 相鄰車站
東日本旅客鐵道
■烏山線
瀧－烏山

### 使用情況
1. ↑  . 東日本旅客鉄道.   [2019-07-21]. （原始内容存档于2019-07-05）.
2. ↑  . 東日本旅客鉄道.   [2019-03-03]. （原始内容存档于2019-04-02）.
3. ↑  . 東日本旅客鉄道.   [2019-03-03]. （原始内容存档于2019-02-22）.
4. ↑  . 東日本旅客鉄道.   [2019-03-03]. （原始内容存档于2019-04-02）.
5. ↑  . 東日本旅客鉄道.   [2019-03-03]. （原始内容存档于2019-03-27）.
6. ↑  . 東日本旅客鉄道.   [2019-03-03]. （原始内容存档于2019-02-23）.
7. ↑  . 東日本旅客鉄道.   [2019-03-03]. （原始内容存档于2019-04-02）.
8. ↑  . 東日本旅客鉄道.   [2019-03-03]. （原始内容存档于2019-04-02）.
9. ↑  . 東日本旅客鉄道.   [2019-03-03]. （原始内容存档于2019-04-02）.
10. ↑  . 東日本旅客鉄道.   [2019-03-03]. （原始内容存档于2019-02-22）.
11. ↑  . 東日本旅客鉄道.   [2019-03-03]. （原始内容存档于2019-04-02）.
12. ↑  . 東日本旅客鉄道.   [2019-03-03]. （原始内容存档于2019-04-02）.
13. ↑  . 東日本旅客鉄道.   [2019-03-03]. （原始内容存档于2019-04-02）.
14. ↑  . 東日本旅客鉄道.   [2019-03-03]. （原始内容存档于2019-04-02）.
15. ↑  . 東日本旅客鉄道.   [2019-03-03]. （原始内容存档于2017-02-08）.
16. ↑  . 東日本旅客鉄道.   [2019-03-03]. （原始内容存档于2019-04-02）.
17. ↑  . 東日本旅客鉄道.   [2019-03-03]. （原始内容存档于2019-03-23）.
18. ↑  . 東日本旅客鉄道.   [2019-03-03]. （原始内容存档于2019-03-27）.
19. ↑  . 東日本旅客鉄道.   [2019-03-03]. （原始内容存档于2019-03-25）.
20. ↑  . 東日本旅客鉄道.   [2019-07-21]. （原始内容存档于2019-07-05）.
21. ↑  . 東日本旅客鉄道.   [2020-07-10]. （原始内容存档于2020-07-10）.

## 外部連結
- 車站資訊（烏山）：東日本旅客鐵道

36°39′1.56″N 140°9′17.89″E / 36.6504333°N 140.1549694°E